# Peugeot 208 (2019)
La Peugeot 208 di seconda generazione è un'autovettura, prodotta a partire dal 2019 dalla casa automobilistica francese Peugeot.

## Descrizione

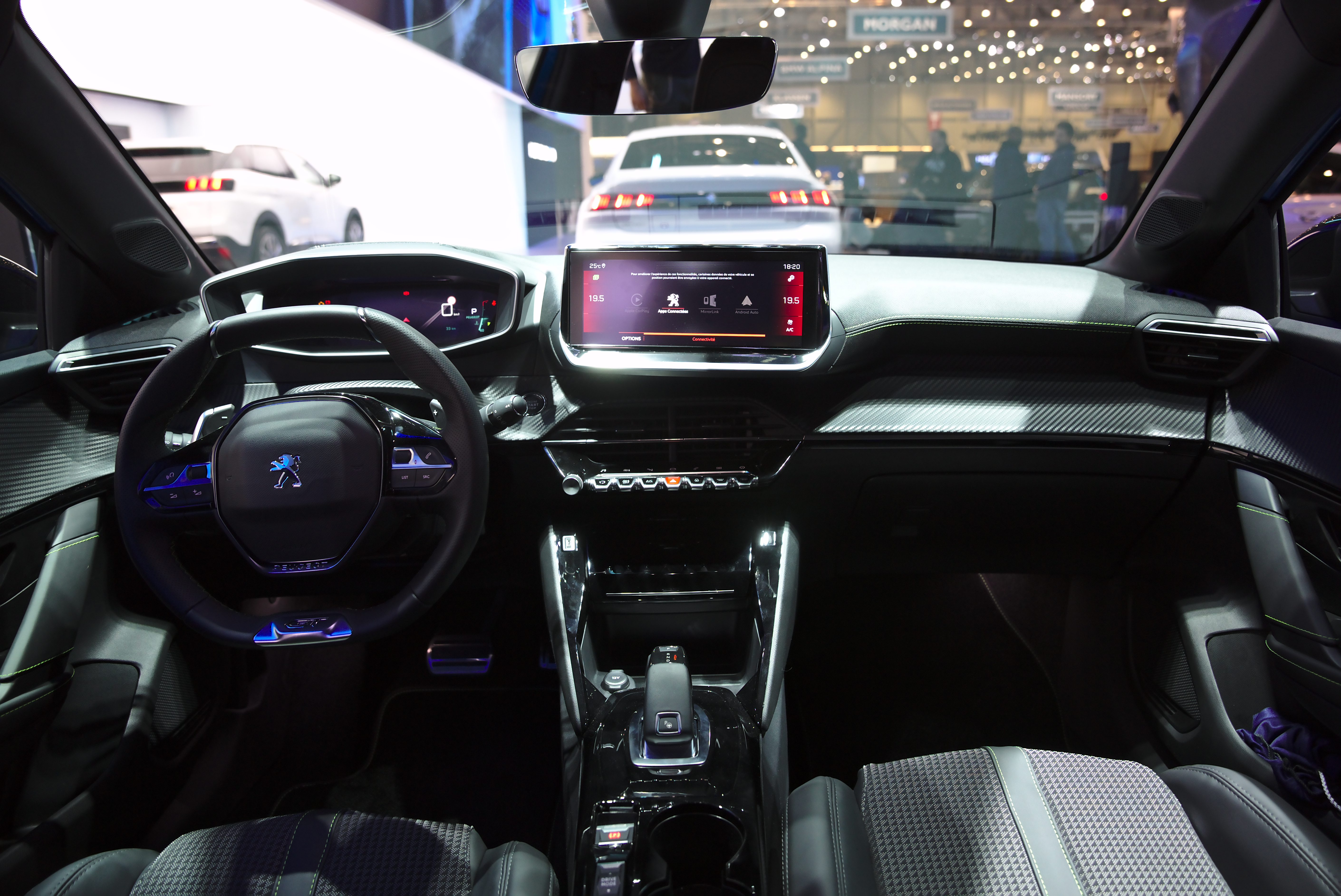
Interni

La seconda generazione della 208 è stata anticipata dalla concept car Fractal, presentata al salone di Francoforte 2015.
La versione definitiva è stata presentata per la prima volta il 25 febbraio 2019, prima del suo debutto pubblico avvenuto pochi giorni dopo al salone di Ginevra 2019.
Il nuovo modello riprende le luci posteriori ad artiglio inglobate da una fascia nera simili alle contemporanee 508 e 3008; come la nuova 508, i fari anteriori adottano un nuovo disegno, con le luci diurne a LED che solcano verticalmente il paraurti. Le linee esterne sono più squadrate e spigolose, rompendo con le linee caratteristiche delle precedenti 206, 207 e 208 e richiamando lo stile della seconda serie della 508. Esteticamente vi sono degli elementi che richiamano il design della vecchia 205, come la linea curva di cintura dei vetri posteriori e gli incavi presenti sul montante posteriore in cui è indicato l'allestimento.
La 208 non viene più prodotta in Francia, ma solo negli stabilimenti PSA in Slovacchia e Marocco. Agli inizi di ottobre 2019 è stata sottoposta ai crash test Euro NCAP, ottenendo 4 stelle. Nel marzo 2020 si è aggiudicata il titolo di Auto dell'anno.

## Caratteristiche tecniche
La nuova 208 è costruita sulla piattaforma modulare Compact Modular Platform (CMP) del gruppo PSA, già impiegata sulla DS 3 Crossback. È disponibile con cambio manuale a 6 marce o, nelle versioni più potenti, con cambio automatico a 8 rapporti (EAT8).
Negli allestimenti GT Line e GT, i passaruota sono protetti da elementi in plastica nero lucido.

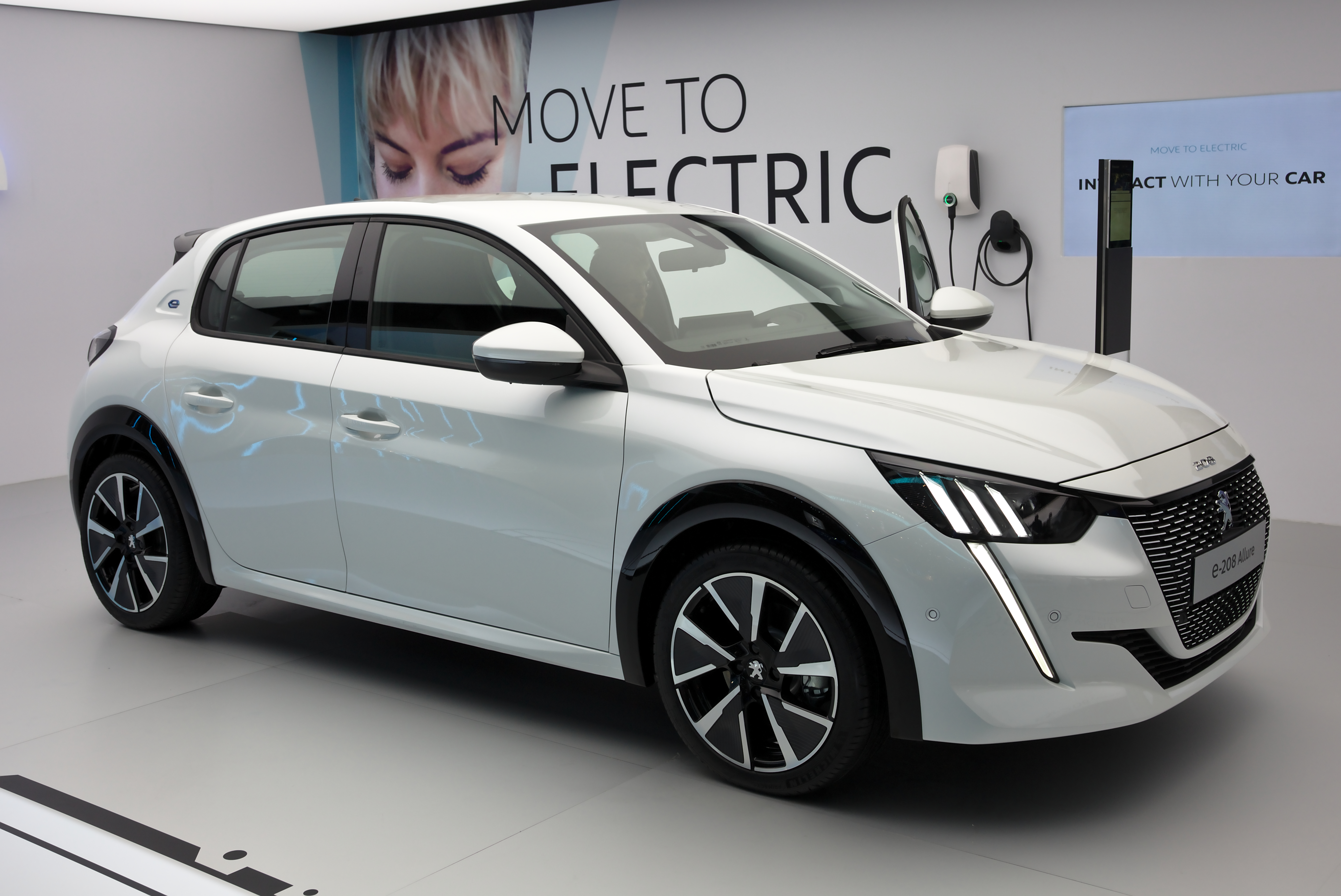
e-208

Gli interni sono caratterizzati dall'i-Cockpit, un quadro strumenti con strumentazione completamente digitale posto più in alto rispetto alle concorrenti, un volante dal diametro ridotto e appiattito alle due estremità e un display touchscreen posto nella plancia, che funge da navigatore e gestisce l'impianto multimediale (le cui dimensioni sono di 5, 7 o 10,3 pollici in base all'allestimento). Nelle versioni più accessoriate, il quadro strumenti dispone di una grafica digitale tridimensionale al 100%.
Le versioni disponibili al lancio sono 3 (Like, Active, Allure e GT) e ci sono 3 pacchetti aggiuntivi denominati (Active Pack, Allure Pack e GT Pack). 

## Motorizzazioni
La gamma motoristica della 208 prevede un motore Benzina 1.2 PureTech 3 cilindri da 75, 101 o 131 CV, un motore Diesel 1.5 BlueHDi 4 cilindri da 102 CV e un motore elettrico da 136 CV.

### e-208

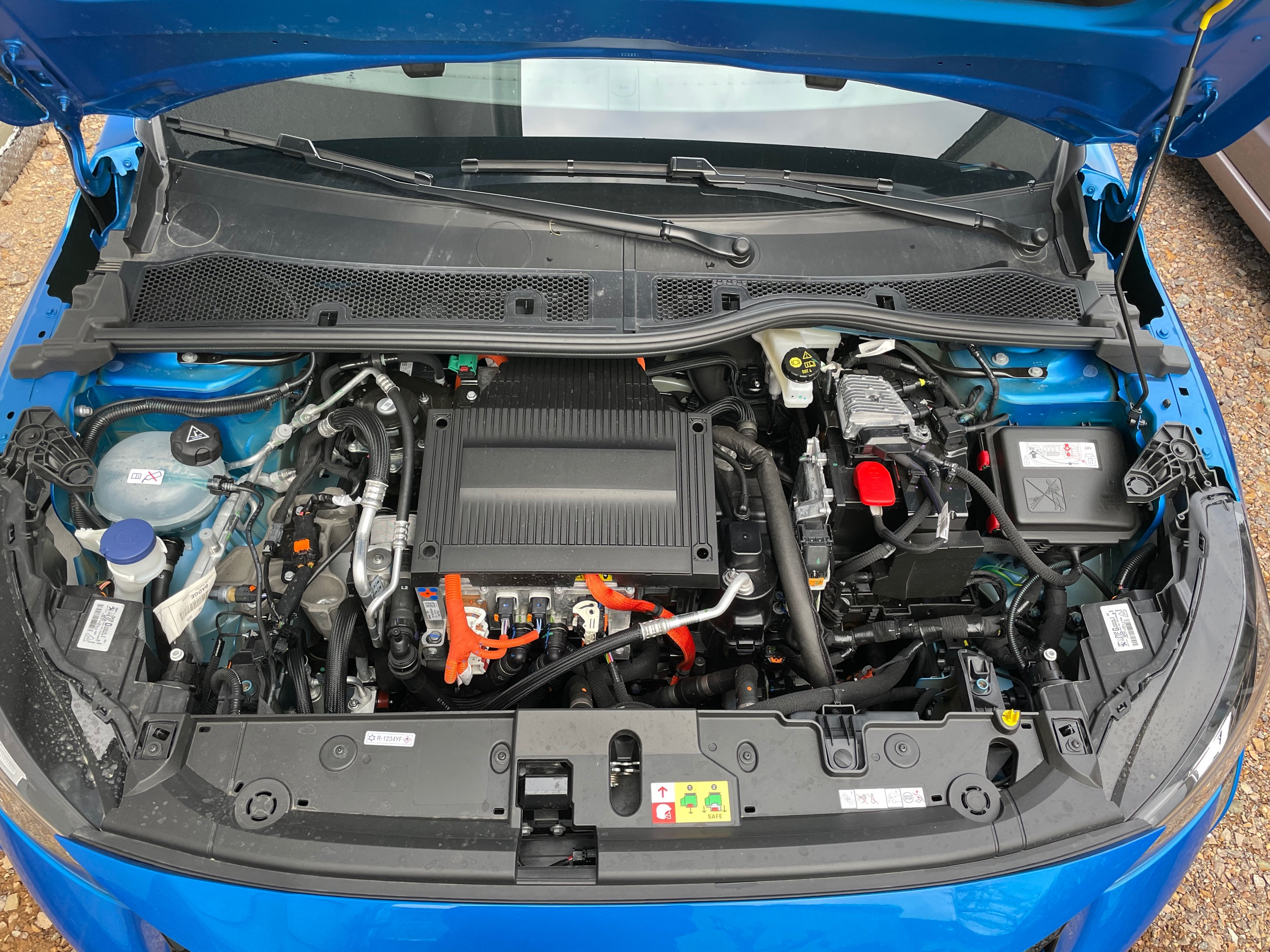
Motore della versione elettrica

Per la prima volta la vettura viene resa disponibile anche in versione completamente elettrica, denominata e-208. Il gruppo propulsore combina un motore elettrico con una potenza di 100 kW (136 CV) e una coppia di 260 Nm, alimentato da una batteria da 50 kWh che garantisce un'autonomia dichiarata di circa 340 km.
Dispone di tre modalità di guida, a seconda delle quali varia la potenza del motore:
- Eco, che eroga 82 CV e consente di risparmiare carica per aumentare l'autonomia;
- Normal, che eroga 109 CV;
- Sport, che eroga 136 CV e diminuisce i tempi di accelerazione da 0 a 100 km/h a 8,1 secondi[11].

La durata della ricarica richiede 16 ore tramite la classica rete domestica, tra 5 e 11 ore con una WallBox (a seconda dell'alimentazione disponibile) o 30 minuti per una carica fino all'80% con una colonnina di ricarica rapida.

## Evoluzione

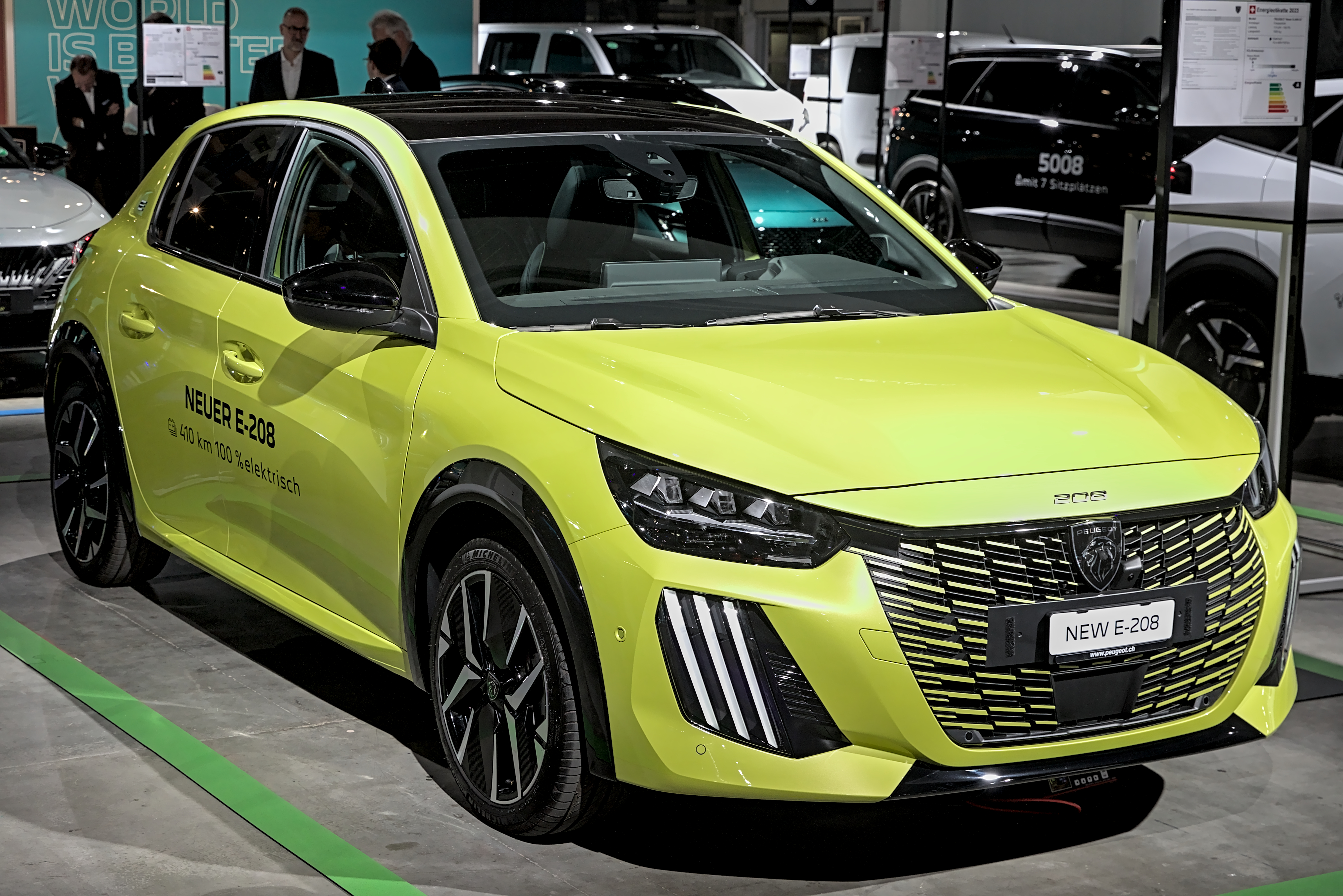
Frontale della Peugeot e-208 post-restyling

### Restyling 2023
A metà del 2023 viene presentato il restyling che porta con se dei rinnovamenti a livello estetico e delle novità a livello motoristico e di tecnologia interna. Il design esterno si rinnova portando con sé un nuovo frontale, dove scompare la singola luce diurna a LED a forma di artiglio per far spazio a tre elementi distinti quali inglobati nella parte medio-bassa del frontale, così come gli stessi fari passano dal singolo elemento luminoso che fungeva sia da abbagliante sia da abbagliante a tre elementi luminosi che si protraggono per tutta la sua lunghezza. Cambia la mascherina anteriore, dove troviamo dei listelli sottili e più lunghi (quest'ultimi a differenza di prima sono di colore nero nelle versioni base mentre prendono il colore della carrozzeria nelle versioni più accessoriate); inoltre fa la sua comparsa il nuovo logo della Casa, un nuovo slot per la targa e in basso il radar per i sistemi ADAS. Nella fiancata non vi sono particolari novità, a parte il nuovo disegno dei cerchi. Anche nel posteriore vi sono lievi modifiche, in particolare un nuovo disegno degli elementi a LED nei fanali, in cui i tre "artigli" sono ora più sottili e disposti in orizzontale. 

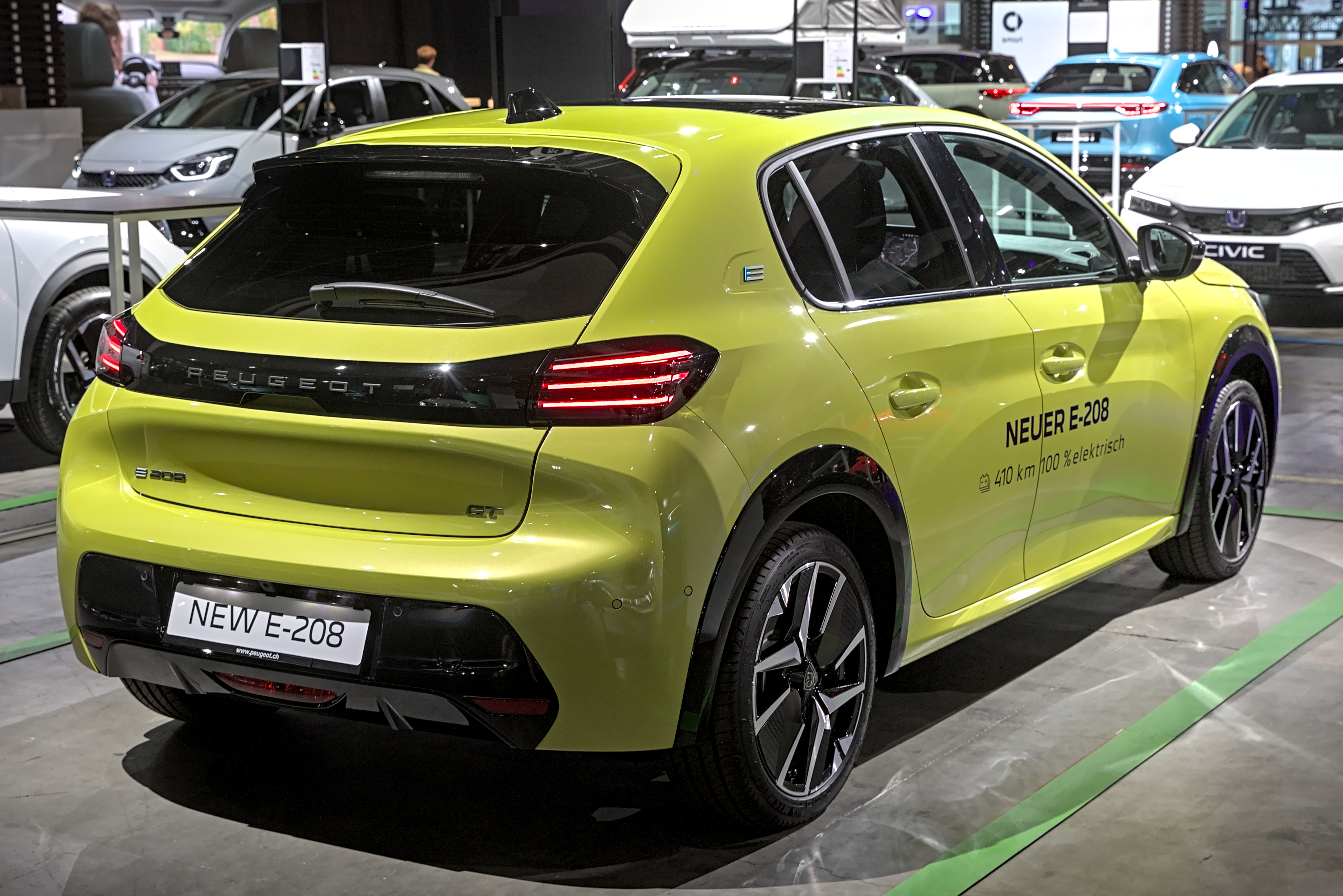

L'interno viene rinnovato in modo molto limitato, migliorando e risolvendo i precedenti difetti, vengono introdotti nuovi tessuti e una nuova leva del cambio per le versioni manuali a 6 marce. Il sistema multimediale viene aggiornato e riceve un nuovo disegno (simile a quello utilizzato sulla 308) con la versione top di gamma da 10" su tutti gli allestimenti. Viene aggiornato l'i-Cockpit risolvendo dei piccoli difetti e rendendolo più simile alla nuova 308. Quest'ultimo però non è disponibile su tutti gli allestimenti ma solo nel top di gamma GT.
Le versioni diesel non sono più disponibili, mentre la versione elettrica riceve due versioni da 136 a 156 CV, mantenendo la stessa coppia di 260 Nm e la stessa capacità della batteria da 50 kW. L'autonomia cresce di 50 km passando 350 a 400 km e il sistema accetta potenze di ricarica da 7,4 kW in AC e di 100 kW in DC.
A livello meccanico, troviamo la piattaforma CMP ma con delle novità come i nuovi motori 1.2 PureTech EB Gen3 mild hybrid a 48V con livelli di potenza che vanno dai 100 CV ai 136 CV, coadiuvati da una nuova trasmissione a doppia frizione a 6 marce. Il nuovo motore porta con se numerosi miglioramenti a partire dagli accorgimenti per ridurre le resistenze interne, il ciclo Miller come ciclo di funzionamento e al posto della cinghia a bagno d'olio una ben più resistente catena di distribuzione. I precedenti PureTech affiancano le versioni ibride con solo le potenze disponibili di 75 e 100 CV abbinati al cambio manuale a 5 e 6 marce.
La gamma si compatta e dai 5 di partenza ne rimangono disponibili solo 3 eliminando l'allestimento Like e i 3 pacchetti aggiuntivi Active Pack, Allure Pack e GT Pack rimanendo di conseguenza disponibili solo gli allestimenti Active, Allure e GT.

## Riepilogo caratteristiche
| Modello                                 | Anno di produzione | Motore                           | Alimentazione               | Cilindrata (cm³)   | Potenza CV (kW)/rpm | Coppia Nm/rpm      | Cambio/Nº rapporti                      | Massa a vuoto (kg) | Velocità max (km/h) | Acceler. 0–100 km/h | Consumo (l/100 km) | Emissioni CO2 (g/km) | Freni (ant./post.) |
| Versioni a benzina                      | Versioni a benzina | Versioni a benzina               | Versioni a benzina          | Versioni a benzina | Versioni a benzina  | Versioni a benzina | Versioni a benzina                      | Versioni a benzina | Versioni a benzina  | Versioni a benzina  | Versioni a benzina | Versioni a benzina   | Versioni a benzina |
| --------------------------------------- | ------------------ | -------------------------------- | --------------------------- | ------------------ | ------------------- | ------------------ | --------------------------------------- | ------------------ | ------------------- | ------------------- | ------------------ | -------------------- | ------------------ |
| 1.2 PureTech 75 S&S                     | dal 2019           | benzina 3 cilindri               | Aspirato                    | 1199               | 75 (55)/5750        | 118/2750           | Manuale a 5 marce                       | 980                | 164                 | 13,2"               | 5,1                | 94                   | D/T                |
| 1.2 PureTech 100 S&S                    | dal 2019           | benzina 3 cilindri               | Turbocompresso              | 1199               | 101 (74)/5500       | 205/1750           | Manuale a 6 marce                       | 1090               | 188                 | 9,9"                | 5,0                | 97                   | D/D                |
| 1.2 PureTech 100 S&S EAT8               | 2019-2023          | benzina 3 cilindri               | Turbocompresso              | 1199               | 101 (74)/5500       | 205/1750           | Automatico a 8 rapporti                 | 1090               | 188                 | 10,8"               | 5,1                | 99                   | D/D                |
| 1.2 PureTech 130 S&S EAT8               | 2019-2023          | benzina 3 cilindri               | Turbocompresso              | 1199               | 131 (96)/5500       | 230/1750           | Automatico a 8 rapporti                 | 1158               | 208                 | 8,7"                | 5,4                | 103                  | D/D                |
| 1.2 Pure Tech 100 Mild-Hybrid 48V eDCS6 | dal 2023           | benzina 3 cilindri + Mild-Hybrid | Turbocompresso              | 1199               | 101 (74)/5500       | 205/1750           | Automatico doppia frizione a 6 rapporti | 1175               | 190                 | 10.7"               | 4.6                | 104                  | D/D                |
| 1.2 Pure Tech 136 Mild-Hybrid 48V eDCS6 | dal 2023           | benzina 3 cilindri + Mild-Hybrid | Turbocompresso              | 1199               | 136 (100)/5500      | 230/1750           | Automatico doppia frizione a 6 rapporti | 1175               | 204                 | 8.6"                | 4.6                | 104                  | D/D                |
| Versioni a diesel                       |                    |                                  |                             |                    |                     |                    |                                         |                    |                     |                     |                    |                      | D/D                |
| 1.5 BlueHDi 100 S&S                     | 2019-2023          | gasolio 4 cilindri               | Turbocompresso+ Intercooler | 1499               | 102 (75)/3500       | 250/1750           | Manuale a 6 marce                       | 1090               | 188                 | 10,2"               | 3,8                | 85                   | D/D                |
| Versioni elettriche                     |                    |                                  |                             |                    |                     |                    |                                         |                    |                     |                     |                    |                      | D/D                |
| e-208                                   | dal 2019           | elettrico                        | -                           | -                  | 136(100)/ -         | 260/ -             | Riduttore                               | 1455               | 150                 | 8,1"                | -                  | 0                    | D/D                |
| e-208                                   | dal 2023           | elettrico                        | -                           | -                  | 156(115)/-          | 260/ -             | Riduttore                               | 1455               | 150                 | 8.2"                | -                  | 0                    | D/D                |

## Riconoscimenti
- Auto dell'anno 2020[13][14]
- Red Dot Design Award 2020[15]